# 旧新川家住宅

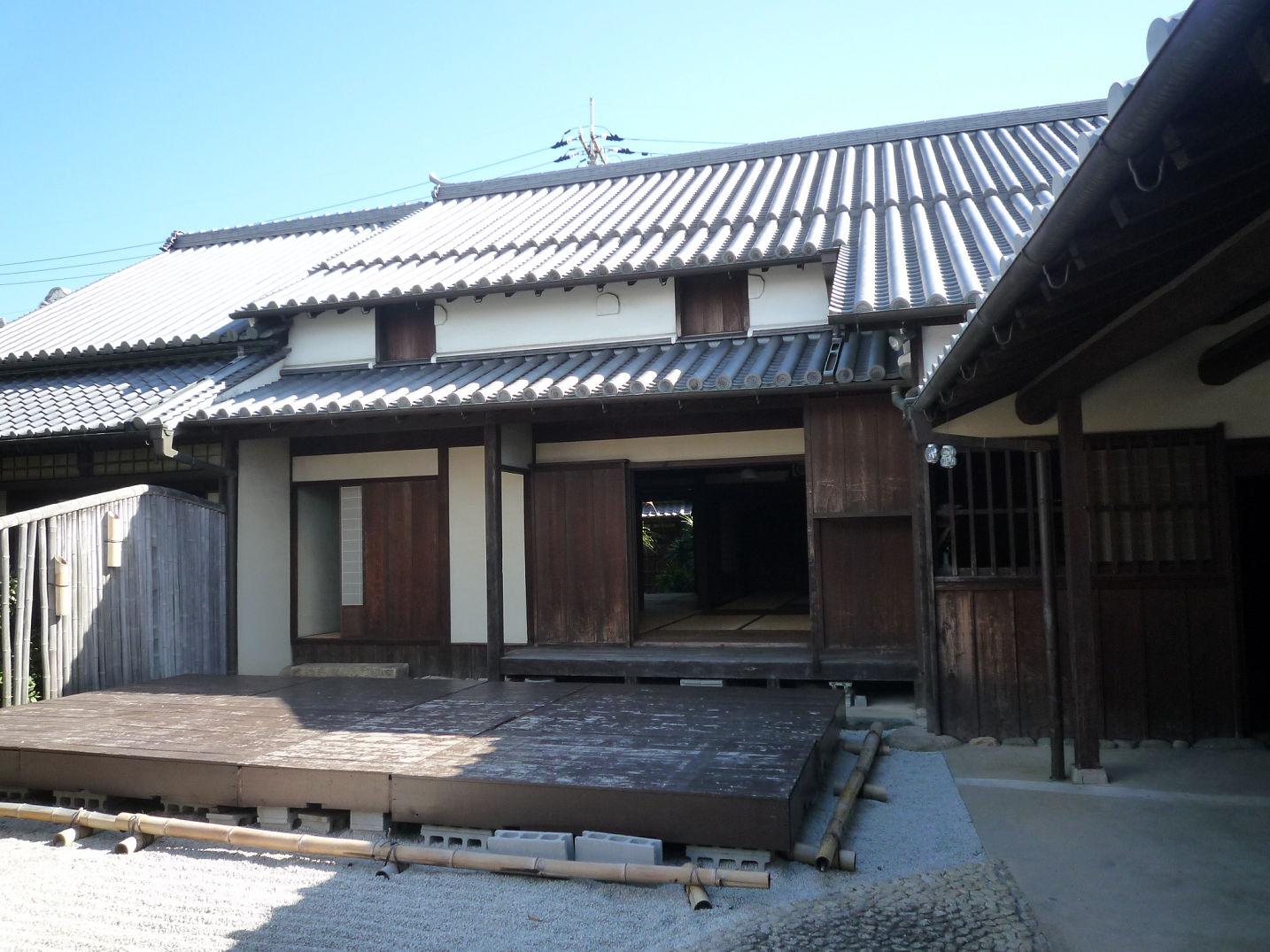
主屋を北側から望む（2013年10月撮影）

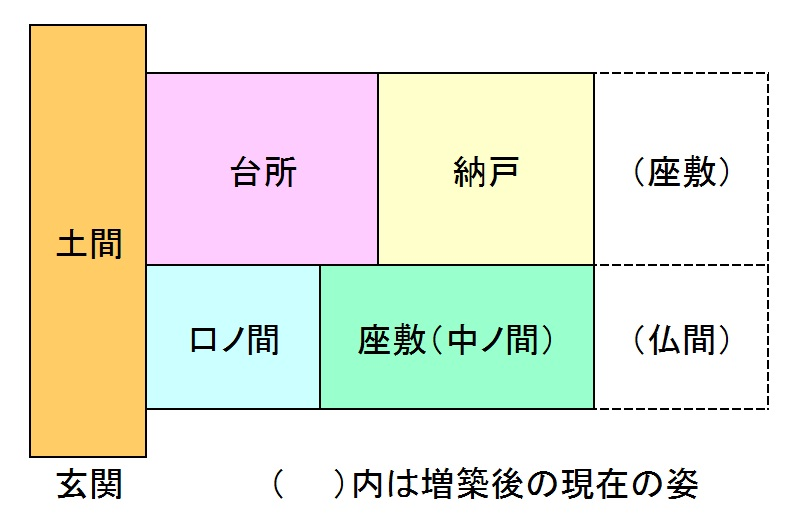
食い違い四間取り

旧新川家住宅（きゅうにいがわけじゅうたく）は、大阪府泉佐野市にある伝統的建造物（町家）。もとは18世紀末から同地で醤油業を営んでいた新川家（にいがわけ）の住宅であり、泉佐野市の指定文化財となっている。
入母屋造本瓦葺の町家建築であるが、木割が太く豪壮な農家風の部分もある。現在は泉佐野の町場活性化の拠点施設「泉佐野ふるさと町屋館」として、各種地域イベントに活用されている。邸内には江戸・明治期の商いや生活の様子を伝える展示がされ、町屋の暮しぶりを間近に見ることができる。

## 建物の特色
江戸時代中期にさの町場で流行した様式を各種取り入れており、当時の特徴を残している。（さの町場には約150軒程度の民家が、江戸時代からの伝統様式を残したまま現存している。）
屋根は入母屋造、本瓦葺で、途中に段差を設けて瓦を葺く、いわゆる錣葺（しころぶき）とする。内部は西側を土間、東側を居室部とするが、土間部を角屋（つのや）として前方に張り出し、全体としてはL字形の平面を呈する。
居室部の間取りは平入り系であるが、前述の角屋部分に正面入口を設けるため、妻側に入口があるように見える。居室部は6室からなるが、上手の座敷と仏間は明治時代初期の増築によるもので、当初の間取りは口の間・座敷・台所・納戸の食い違い四間取り（くいちがいよまどり）に復元できる。食い違い四間取りとは、泉南から紀北にかけての民家に多くみられる形式で、4室の間仕切りが田の字形にならず、口の間・座敷間の間仕切りと台所・納戸間の間仕切りが食い違うものである。これはより古い形式である「前座敷三間取り」（口の間と座敷が分化せず1室となるもの）から変化したものである。

## 主な展示
- 町屋の台所（かまどや調理場道具など）の再現
- 醤油屋の帳場と下店（しもみせ）の再現
- さの町場と江戸時代の衣食住の生活資料、さの町場の遺跡・史跡紹介
- 泉佐野の豪商である、食野家（めしのけ）・唐金家（からかねけ）の展示
- 幕末の文人絵師、日根対山の襖絵
- その他、母屋（座敷･仏間）や外蔵を有料開放。句会や茶会、講演会、作品展、ミニコンサートなど各種地域イベントに活用されている。

## 施設情報
- 開館時間
  - 開館時間:午前9時
  - 閉館時間:午後5時（入場受付時間:午後4時まで）
- 休館日
  - 年末年始
  - もともと毎週土曜日・日曜日・（祝祭日）のみの開館だったが、2020年6月より社会実験で平日も開館中[2]。
- 入場料
  - 大人200円
  - 高校生100円
  - 中学生以下、65歳以上無料
  - （20人以上で団体割引あり）

## 交通アクセス
- 電車でのアクセス
  - 南海本線泉佐野駅下車、徒歩約10分
- 駐車場あり

## 沿革
- 天明年間（1781年 - 1789年頃）：二代目新川喜内（にいがわきない）が醤油業を営むために建てる。
- 明治初期 ：座敷・仏間を増築
- 1993年（平成5年）8月：泉佐野市の指定文化財に指定[3]。泉佐野市が譲り受ける。
- 1998年（平成10年）：家屋の解体修理が完成。泉佐野ふるさと町屋館として開館。